# Qingling (socken i Kina, Heilongjiang)
Qingling (kinesiska: 青岭, 青岭满族乡) är en socken i Kina. Den ligger i provinsen Heilongjiang, i den nordöstra delen av landet, omkring 43 kilometer söder om provinshuvudstaden Harbin. Antalet invånare är 19 838. Befolkningen består av 9 819 kvinnor och 10 019 män. Barn under 15 år utgör 11,0 %, vuxna 15-64 år 80 %, och äldre över 65 år 7,0 %.
Genomsnittlig årsnederbörd är 794 millimeter. Den regnigaste månaden är juli, med i genomsnitt 166 mm nederbörd, och den torraste är januari, med 6 mm nederbörd.